# Арроу-Крик (приток Миссури)
Арроу-Крик (англ. Arrow Creek — «ручей-стрела») — река в Монтане (США), правый приток реки Миссури. Длина — 73 км.

## Течение
Берёт начало на юге округа Шоуто, в Национальном лесу Льюиса и Кларка, около горы Хайвуд-Болди (англ. Highwood Baldy), в горах Хайвуд-Маунтинс. Вначале течёт на юг, потом на восток, затем на северо-восток. Впадает в Миссури в Области Белых Утёсов (англ. White Cliffs Area), на границе округов Шоуто и Фергус.
Протекает по территории округов Фергус, Шоуто и Джудит-Бейсин штата Монтана.